# Yumi Tōma
Yumi Nakagawa (中川 由美, Nakagawa Yumi), connue professionnellement sous le nom de Yumi Tōma (冬馬 由美, Tōma Yumi), est une chanteuse et seiyū japonaise née le 20 décembre 1966 à Chiba.
Elle est active dans les industries de l'animé et des jeux vidéo, fournissant les voix aux personnages de diverses séries d'animé télévisées, de jeux vidéo et d'autres formes de médias.

## «Voice roles»

### Animations télévisées
- .hack//Sign (Helba)
- 21-emon (Luna)
- Adventures of Mini-Goddess (Urd)
- After War Gundam X (Særia Sou)
- Ah! My Goddess (Urd)
- Air (Hijiri Kirishima)
- Angelique ~Kokoro no Mezameru Toki~ (Mel)
- Baby Felix (young Felix)
- Beyblade (Dr. Judy Mizuhara)
- Black Jack 21 (Benitokage)
- Brain Powerd (Nakki Gaizu)
- The Brave of Gold Goldran (Lady Licca The Legendra)
- The Brave Fighter of Legend Da-Garn (Yamamoto Pink, Lady Pinkie, Magical Pinkie)
- Cardcaptor Sakura (Spinel Sun)
- Cinderella Boy (Rela Cindy Shirayuki)
- Cooking Papa (Yumeko Kimura, Bei, Chie, Kūgo Nekota)
- Cowboy Bebop (Wen)
- Dai no Daibouken (Gome-chan)
- Emma: A Victorian Romance (Emma)
- Firestorm  (Gina)
- Flint the Time Detective (T.P. Lady.)
- Fushigi Yūgi (Yui Hongo, Tama)
- Jikū Tantei Genshi-kun (TP Lady/Akira Aino)
- Gokinjo Monogatari (Mariko Nakasu)
- Girls und Panzer (Shiho Nishizumi)
- Hime-chan's Ribbon (Yuka Hijiri)
- Jormungand (Chiquita)
- Kamisama Kazoku  (Misa Kamiyama)
- Karakuri Zōshi Ayatsuri Sakon (Hazuki Funabashi)
- Kirby: Right Back at Ya! (Rōrin-sensei)
- Kiteretsu Daihyakka (Otonashi)
- Kokoro Library (Rie Mochima)
- Kurokami: The Animation (Punipuni)
- Magic Knight Rayearth (young Ferio, Hasegawa-senpai)
- Magical Tarurūto-kun (Iyona Kawai)
- Miracle Girls (Emma Winston)
- Mobile Fighter G Gundam (Princess Maria Louise)
- Mobile Suit Gundam Wing (Mrs. Dorian, Sally Po)
- Mobile Suit Victory Gundam (Karinga Vōgeru, Elena)
- Moyashimon (Aspergillius oryzae)
- Najica Blitz Tactics (Hiiragi Najika)
- Neighborhood Story (Mariko Nakasu, Kuro)
- Noir (Silvana Greone)
- Phoenix (Tamami)
- Pitaten (Nyaa)
- Romeo and the Black Brothers(Hannah)
- Sailor Moon R (An / Natsumi Ginga)
- Saint Seiya (Young Shun)
- School Rumble ni Gakki (Iori the cat in episode 21)
- s-CRY-ed (Banka)
- Shinkai Densetsu Meremanoid (Misty Jo)
- Slayers (Sylphiel Nels Lahda)
- Super Robot Wars Original Generation: Divine Wars (Aya Kobayashi)
- Steel Angel Kurumi (Michael)
- Transformers: Supergod Master Force (Go Shooter)
- Turn A Gundam (Teleth Halleh)
- The Twelve Kingdoms (Ren Rin)
- Tonde Burin (Buritī Koizumi)
- Ushio & Tora (Mayuko Inoue)
- xxxHOLiC Kei (Jorougumo)
- Xenosaga: The Animation (Nephilim)
- Yawara! A Fashionable Judo Girl (Kyōko Hikage (Kyon Kyon))
- Yu-Gi-Oh! (Kaoruko Himekoji (first series only))

### OAV
- Detonator Orgun (Michi Kanzaki)
- Fushigi Yūgi (Yui Hongo)
- Futari Ecchi (Kyōko Ōmiya)
- Future GPX Cyber Formula (Clair Fortlan)
- Galaxy Fraulein Yuna (Polylina)
- Halo Legends (Cortana (Origins))
- Iczer Girl Iczelion (Nami Shiina)
- Inferious Wakusei Senshi Gaiden Condition Green  (Bernie Page, Candy)
- Interlude (Haruka Tonobe)
- Maps (Lipumira Gweiss)
- Ninja Ryūkenden (adaptation en anime de Ninja Gaiden)) (Irene Lew)
- Oh My Goddess! (Urd, Belldandy (child))
- Pichu and Pikachu (Pichu)
- Please Save My Earth (Rin Kobayashi)
- Power Dolls: Omuni Senki 2540 (Yao Feilun)
- Ranma ½ (Hinako Ninomiya)
- Re: Cutie Honey (Black Claw)
- Record of Lodoss War (Deedlit)
- Robot Hunter Casshern (Luna Kamizuki)
- Street Fighter Zero: The Animation (Chun-Li)
- The Super Dimension Fortress Macross II: Lovers, Again (Silvie Gena)
- Super Robot Wars Original Generation: The Animation (Aya Kobayashi)
- Tales of Symphonia (Raine Sage)
- Tekken: The Motion Picture (Jun Kazama)
- Tenchi Muyo (Tokimi)
- Voltage Fighter Gowcaizer (Shaia Hishizaki)

### Films
- Ah! My Goddess The Movie (Urd)
- Air (Hijiri Kirishima)
- Mobile Suit Gundam F91 (Cecily Fairchild)
- Neighborhood Story (Mariko Nakasu)
- New Mobile Report Gundam Wing: Endless Waltz (Sally Po)
- Pokémon: The Movie 2000 (Freezer)
- Pretty Soldier Sailor Moon R The Movie (Xenian Flower)
- Voltage Fighter Gowcaizer (Shaia Hishizaki)

### Jeux vidéo
- .hack series (Helba, Gardenia)
- Air (Hijiri Kirishima)
- Angelique Etoile (Mel)
- Angelique Special 2 (Mel, the fortuneteller)
- Angelique Trois (Mel)
- Bōkoku no Aegis 2035: Warship Gunner (Satomi Kikumasa)
- Castlevania: Lament of Innocence (Sara Trantoul)
- Dead or Alive (Leifang)
- Device Reign (Yuri Saeki)
- Doki Doki Pretty League (Mayumi Asai)
- Eberouge (Kasuteru Andarushia)
- Exodus Guilty Neos (Rirīnu, Reiruru)
- Farland Story: Yotsu no Fūin (Elenore)
- Grandia (Nana, Lilly)
- Hataraku Shōjo: Tekipaki Workin' Love (Pāpkin Naomi Koshigaya)
- Hellfire S: The Another Story (Kaoru)
- Honkai Star Rail Yukong
- Interlude (Haruka Tonobe)
- Jak II: Renegade (Tess)
- Jak 3 (Tess)
- Jak X: Combat Racing (Tess)
- Kono Yo no Hate de Koi wo Utau Shōjo YU-NO (Mio Shimazu)
- Langrisser I & II (Narm)
- The Legend of Dragoon (Rose)
- Marvel: Ultimate Alliance (Elektra, Enchantress)
- Marvel: Ultimate Alliance 2 (Jean Grey)
- Metal Gear Solid 2: Sons of Liberty (Fortune)
- Mitsumete Knight (Raizze Haimer, Luna)
- Mobile Suit Gundam SEED: Owaranai Ashita e (Jane Houston)
- Next King: Koi no Sennen Ōkoku (Chamomile Artichoke)
- Policenauts (Anna Brown)
- Power Dolls 2 (Anita Sheffield)
- Power Dolls FX (Yao Feilun)
- Puyo Puyo CD (Rulue)
- Puyo Puyo CD Tsū (Rulue)
- Queen's Gate: Spiral Chaos (Isabella "Ivy" Valentine)
- Radiata Stories (Valkyrie)
- RPG Tsukūru 2000 sample game: Hanayome no Kammuri (Yuria)
- Senkutsu Katsuryū Taisen Chaos Seed (Wan Sōgen, Kō Meihon)
- Shin Megami Tensei: Digital Devil Saga (Argilla)
- Shiroki Majo: Mō Hitotsu no Eiyū Densetsu (Sega Saturn version) (Sharla, Stella)
- Sotsugyō series (Reiko Takashiro)
- Soulcalibur (Isabella "Ivy" Valentine)
- Soulcalibur II (Isabella "Ivy" Valentine)
- Soulcalibur III (Isabella "Ivy" Valentine)
- Soulcalibur III: Arcade Edition (Isabella "Ivy" Valentine)
- Star Ocean: Till the End of Time (Lenneth)
- Street Fighter X Tekken (Ling Xiaoyu)
- Super Chase Criminal Termination (Nancy)
- Super Robot Wars series (Aya Kobayashi, Cecily Fairchild, Vera Rona)
- Tactics Ogre (Kachua Powell)
- Tales of Symphonia (Raine Sage, Noishu)
- Tales of Symphonia: Dawn of the New World (Raine Sage)
- Tekken games
  - Tekken (Nina Williams, Anna Williams)
  - Tekken 2 (Nina Williams, Anna Williams)
  - Tekken 3 (Nina Williams, Ling Xiaoyu, Anna Williams)
  - Tekken Tag Tournament (Nina Williams, Ling Xiaoyu, Anna Williams)
  - Tekken 4 (Ling Xiaoyu)
  - Tekken Advance (Nina Williams, Ling Xiaoyu)
  - Tekken R (Ling Xiaoyu)
  - Tekken 5 (Ling Xiaoyu)
  - Tekken 5: Dark Resurrection (Ling Xiaoyu)
  - Tekken 6 (Ling Xiaoyu)
  - Tekken 6: Bloodline Rebellion (Ling Xiaoyu)
  - Tekken Bowl (Ling Xiaoyu)
  - Tekken 3D: Prime Edition (Ling Xiaoyu)
- Trauma Center: New Blood (Valerie Baylock)
- Vampire Hunter D (Charlotte)
- Valkyrie Profile (Lenneth Valkyrie, Platina)
- Valkyrie Profile: Lenneth (Lenneth Valkyrie, Platina)
- Valkyrie Profile 2: Silmeria (Lenneth)
- Voltage Fighter Gowcaizer (Shaia Hishizaki)
- Xenogears (Elhaym van Houten)
- Xenosaga Episode I: Der Wille zur Macht (Nephilim)
- Xenosaga Episode II: Jenseits von Gut und Böse (Nephilim)
- Xenosaga Episode III: Also sprach Zarathustra (Nephilim)
- Ys IV: The Dawn of Ys (Karna)

### Doublage
- 24 heures chrono (Kate Warner)
- Charlotte's Web 2: Wilbur's Great Adventure (Nellie)
- Charmed (Piper Halliwell)
- Dark Angel (Max Guevera)
- Quoi de neuf docteur ? (Growing Pains) (Carol Anne Seaver)
- Meet the Spartans (Queen Margo)
- Moomins on the Riviera (Audrey Glamour)
- Ryūsei Hanazono: Hana yori Dango (Shizuka Tōdō)
- Third Watch (Sgt. Maritza Cruz (season 4 on))
- Titanic  (Rose)
- VR Troopers (Kaitlin Star)
- Happy Feet (Norma Jean)
- Power Rangers Megaforce (Emma Goodall)
- Stressed Eric (Liz Feeble, Mrs Perfect, Various)
- The East (Shafira)

### CD Drama
- Dengeki CD Bunko EX Vampire ~Night Warriors~ (Morrigan Aensland)
- Dengeki CD Bunko ~ Best Game Selection 13 ~ The King of Fighters '94 (King)
- Fushigi Yūgi Genbu Kaiden (Rimudo's mother)
- Inferious Wakusei Senshi Gaiden Condition Green (Bernie Page, Candy)
- Kamaitachi no Yoru Drama CD (Mari)
- Madara Tenshōhen (Fukuhime Kirin)
- Popful Mail The Next Generation (Gaw)
- Popful Mail Paradise (Gaw)
- Tales of Symphonia: Drama CD Vol.2 (Raine Sage)
- TARAKO Pappara Paradise (Gaw)
- Zombie-ya Reiko (Saki Yurikawa)